# 新無神論
新無神論（しんむしんろん、英語: New Atheism）は、ゲーリー・ウルフが21世紀の一部の無神論者の立場を表すために2006年に作った用語。新無神論者は、迷信、宗教、非合理主義は容認すべきでなく、特に政府、教育、政治などで過度な影響力を持つ場合は対抗し、批判し、理性的な議論をもって反論すべきであるとする立場をとる。著名な人物にリチャード・ドーキンス、サム・ハリス、クリストファー・ヒッチェンズ、ダニエル・デネットが挙げられる。
新無神論者は、ドーキンスなどの著述家が子供の教化と呼ぶものおよび超自然的な存在への信念に基づくイデオロギーの拡散によってもたらされる社会的な害を批判する。この運動の批判者は、「戦闘的無神論」（militant atheism）あるいは「原理主義的無神論」（fundamentalist atheism）などの侮辱的な用語を用いて無神論者を非難することがある。

## 経緯
米国においてベストセラーとなったサム・ハリスの『信仰の終焉: 宗教、テロと理性の未来』が2004年に出版されたあとの2年間で、著名な無神論者の著述家による書籍がいくつも出版された。ハリスはアメリカ同時多発テロ事件に感化され、これをイスラム教の問題によるものとした一方で、キリスト教とユダヤ教も同様に批判した。2年後、ハリスは同じくキリスト教を痛烈に批判した『Letter to a Christian Nation』を出版した。同じ2006年、ドーキンスのTVドキュメンタリーシリーズ『The Root of All Evil?』が公開されたあと、ドーキンスは『神は妄想である』を出版した。同書は51週間ニューヨーク・タイムズのベストセラーリストに掲載された。
「なぜ私が新無神論を信じないのか」と題した2010年のカラムで、トム・フリンは「新無神論」と呼ばれてきたものは運動でも新しいものでもなく、新しいのは大手出版社から無神論関係の書籍が出版され、数百万人によって読まれ、ベストセラーリストに載ったことだけであるとした。
2015年11月6日、The New Republicの「新無神論は死んだのか」と題した記事 で、無神論者であり進化生物学者であるデイビッド・スローン・ウィルソンは「世界は新無神論運動に飽きてしまったようだ」と指摘した。2017年、当初は自身を新無神論者と考えていたポール・ザカリー・マイヤーズは、新無神論運動を正式に放棄した。
『The Four Horsemen: The Conversation That Sparked an Atheist Revolution』が2019年に出版された。